# Sam Cassell
Samuel James Cassell Sr. (født 18. november 1969) er en amerikansk basketballtræner, og tidligere spiller, som nu arbejder som assistenttræner for NBA-holdet Philadelphia 76ers. Han spillede for otte forskellige hold i sin NBA-karriere, og var en enkelt gang på All-Star holdet.

## Spillerkarriere

### Houston Rockets
Cassel blev valgt af Houston Rockets med det 24ende valg i draften i 1993. Han var  i sin debutsæson backup til Kenny Smith i størstedelen af kampene, da Rockets vandt mesterskabet i hans debutsæson.
I hans anden sæson begynde Cassell at spille en større rolle på holdet, og spillede en vigtig rolle i at, Rockets vandt mesterskabet for anden sæson i træk i 1994-95 sæsonen. Cassell vandt dermed 2 mesterskaber i hans første 2 år i ligaen.
Cassell fortsatte med at spille en vigtig rolle for Rockets i hans tredje sæson, men døjede med en skade undervejs. Rockets tabte dette år i slutspillet til Seattle SuperSonics.

### Phoenix Suns
Efter 1995-96 sæsonen blev Cassel tradet til Phoenix Suns sammen med 3 andre spillere i bytte for Charles Barkley. Rockets forsøgte at vinde et sidste mesteskab før Olajuwon og Clyde Drexler blev for gamle, og Cassell som en ung spiller var en god brik at trade med.

### Dallas Mavericks
Cassell spillede kun 22 kampe med Suns, før at han igen blev tradet, denne gang til Dallas Mavericks. Igen blev Cassell tradet for at hans hold kunne få fat i en ny stjerne til holdet, denne gang fik Suns fat i Jason Kidd ved traden.

### New Jersey Nets
Cassel blev igen tradet efter kun have spillet 16 kampe for Mavericks. Denne gang var han en del af en kæmpe trade som sendte fem spillere inklusiv Cassell til New Jersey Nets i bytte for 4 spillere. Cassel tilhører dermed en rimelig eksklusiv klub af spillere som har spillet på 3 eller flere hold i løbet af en sæson.
Efter en 1996-97 sæson, hvor at Cassell skulle flytte tre gange, så valgte han før 1997-98 sæsonen at skrive en ny 6-årig kontrakt med New Jersey Nets. Han begyndte herefter at spille noget af sin bedste basketball i sin karriere, og scorede næsten 20 point per kamp i 1997-98 sæsonen. Nets nåede slutspillet i 1997-98 sæsonen, men tabte i den første runde til de eventuelle vindere Chicago Bulls.

### Milwaukee Bucks
Cassell blev skadet i den første kamp af 1998-99 sæsonen, og Nets startede med at tabe 15 ud af deres først 18 kampe uden Cassell. Den 11. marts 1999 blev Cassell igen handlet væk, denne gang til Milwaukee Bucks. Cassell dannede i Milwaukee en af ligaens bedste trioer sammen med Ray Allen og Glenn Robinson.
I 2001 slutspillet var Cassell en vigtig del af at Bucks nået semi-finalen, men tabte i en nervepirrende tæt serie imod Allen Iversons Philadelphia 76ers.

### Minnesota Timberwolves
Cassell spillede fire gode sæsoner med Bucks, før at han kort før 2003-04 sæsonen blev traded til Minnesota Timberwolves. Han spillede sin bedste indivduelle sæson i 2003-04, da han scorede 19.3 point per kamp på en fantastisk høj 49% skudpræcision, samt 7.3 assist per kamp. Han kom for den første og eneste gang i hans karriere på All-Star holdet, og blev valgt til 2nd Team All-NBA ved sæsons udgang, hvilke er de 6-10 bedste spillere fra den foregående sæson.
Timberwolves klarerede sig også godt i slutspillet, og kom til semi-finalen, før at de tabte til Los Angeles Lakers. Cassell spillede dog ikke meget i semi-finalen fordi at han var blevet skadet i den sidste kamp af den anden runde. Dette var dog ikke en typisk skade. Cassell lykkedes at skade sin hofte mens han lavede sin signatur jublescene, kendt som big balls. Flere personer, herunder Timberwolves' træner Flip Saunders, mente at hvis Cassel ikke var blevet skadet imens han lavede jublescenen, så kunne Minnesota godt have slået Lakers og kommet i finalen.
I 2004-05 sæsonen skuffede Timberwolves, og Cassell døjede med flere skader som gjorde at han kun spillede omkring 2/3 af kampene. Efter sæsonen var Cassell utilfreds med, at Timberwolves ikke havde tilbudt ham en ny kontrakt under sæsonen, og at træner Saunders var blevet fyret.

### Los Angeles Clippers
Efter 2004-05 sæsonen blev Cassel tradet, denne gang til LA Clippers, i en handel som af flere eksperter ser som en af de værste trades nogensinde for Minnesota. I bytte for deres næstbedste spiller og et draft pick, fik Woves Marko Jarić, en bænkspiller og Lionel Chalmers, som aldrig spillede en kamp for Minnesota. Cassell ledte Clippers til deres bedste sæson i mere end 30 år i hans debutsæson, og de kom i slutspillet for første gang i 8 år. Clippers nået til den anden runde før at de tabte til Phoenix Suns.
Cassell skrev en ny kontrakt med Clippers før 2005-06 sæsonen, men døjede med flere skader, og Clippers missede slutspillet. Clippers havde i 2006-07 sæsonen mange skader til klubbens profiler. På grund af dette valgte holdet at de ville forsøge at genopbygge holdet på ny, hvilke vil betyde at Cassell skulle forlade. Cassell og Clippers blev enige om en aftale om at ophøre hans kontrakt i februar 2008.

### Boston Celtics
Den aldrende Cassell skrev forventet under med Boston Celtics efter kun få dage uden en klub. Her blev Cassell genforenet med Ray Allen som han spillede med i Milwaukee og Kevin Garnett som han havde spillet med i Minnesota. Cassell tilføjede vigtig erfaring og scoring fra bænken af i 2007-08 sæsonen. Celtics marcherede til finalen, hvor at de vandt mesterskabet imod Lakers. Cassell vandt hermed hans tredje mesterskab. Dette ville også blive den sidste gang at Cassell spillede i NBA.
Cassell var stadig på holdet for 2008-09 sæsonen, og selvom han var noteret som en aktiv spiller, så spillede Cassell ikke i sæsonen, men fungerede i stedet som en uofficiel assistent træner.
Efter sæsonen blev Cassell tradet til Sacramento Kings, men det blev kun gjort så Boston kunne komme under lønloftet. Cassell blev frigivet af Kings efter en dag, og gik officelt på pension som spiller i maj 2009.

## Trænerkarriere

### Washington Wizards
Cassells officielle trænerkarriere begyndte samtidig med at hans spillerkarriere sluttede i maj 2009, da han blev hyret som assistenttræner for Washington Wizards under Flip Saunders, som havde været Cassels træner i Minnesota.

### Los Angeles Clippers
Efter fem år i Washington D.C. blev Cassell hyret til at være assistent træner for hans tidligere hold Los Angeles Clippers. Cassell ville være under træner Doc Rivers, som han spillede under i Boston Celtics, og som han var den uofficielle assistent træner for i 2008-09 sæsonen.

### Philadelphia 76ers
Efter Doc Rivers blev fyret af Clippers, fik han et nyt job med 76ers. Her fulgte Cassell med Rivers. Cassell arbejder stadig som assistenttræner for 76ers i dag.